# Englaro
Englaro je priimek v Sloveniji, ki ga je po podatkih Statističnega urada Republike Slovenije na dan 1. januarja 2010 uporabljalo 18 oseb in je med vsemi priimki po pogostosti uporabe uvrščen na 13.741. mesto.

## Znani nosilci priimka
- Robert Englaro (*1969), nogometaš